# Hodebeeranhalli, Chincholi
Hodebeeranhalli là một làng thuộc tehsil Chincholi, huyện Gulbarga, bang Karnataka, Ấn Độ.